# Liste des députés européens de Hongrie de la 8e législature
Cet article présente la liste des députés européens de Hongrie élus lors des élections européennes de 2014 en Hongrie.
| Nom                | Parti                                   | Groupe parlementaire européen |
| ------------------ | --------------------------------------- | ----------------------------- |
| Tamás Meszerics    | La politique peut être différente       | Verts/ALE                     |
| Benedek Jávor      | Ensemble                                | Verts/ALE                     |
| Krisztina Morvai   | Jobbik (jusqu'en mars 2018) Indépendant | NI                            |
| Zoltán Balczó      | Jobbik                                  | NI                            |
| Béla Kovács        | Jobbik (jusqu'en mars 2018) Indépendant | NI                            |
| Tibor Szanyi       | Parti socialiste hongrois               | S&D                           |
| István Ujhelyi     | Parti socialiste hongrois               | S&D                           |
| Péter Niedermüller | Coalition démocratique                  | S&D                           |
| Csaba Molnár       | Coalition démocratique                  | S&D                           |
| Lívia Járóka       | Fidesz-Union civique hongroise          | PPE                           |
| József Szájer      | Fidesz-Union civique hongroise          | PPE                           |
| László Tőkés       | Fidesz-Union civique hongroise          | PPE                           |
| Tamás Deutsch      | Fidesz-Union civique hongroise          | PPE                           |
| András Gyürk       | Fidesz-Union civique hongroise          | PPE                           |
| Kinga Gál          | Fidesz-Union civique hongroise          | PPE                           |
| György Schöpflin   | Fidesz-Union civique hongroise          | PPE                           |
| Norbert Erdős      | Fidesz-Union civique hongroise          | PPE                           |
| Andrea Bocskor     | Fidesz-Union civique hongroise          | PPE                           |
| Andor Deli         | Fidesz-Union civique hongroise          | PPE                           |
| Ádám Kósa          | Fidesz-Union civique hongroise          | PPE                           |
| György Hölvényi    | Parti populaire démocrate-chrétien      | PPE                           |